# دون ادواردز

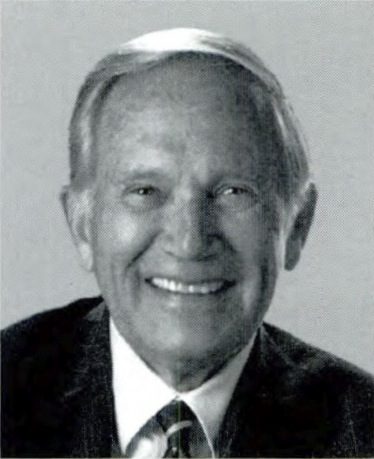
دون ادواردز

دون ادواردز (انگلیسی: Don Edwards؛ ۶ ژانویهٔ ۱۹۱۵ –  ۱ اکتبر ۲۰۱۵) یک سیاست‌مدار، و افسر (ارتش) اهل ایالات متحده آمریکا بود.